# 罗贝尔 (莫尔坦伯爵)

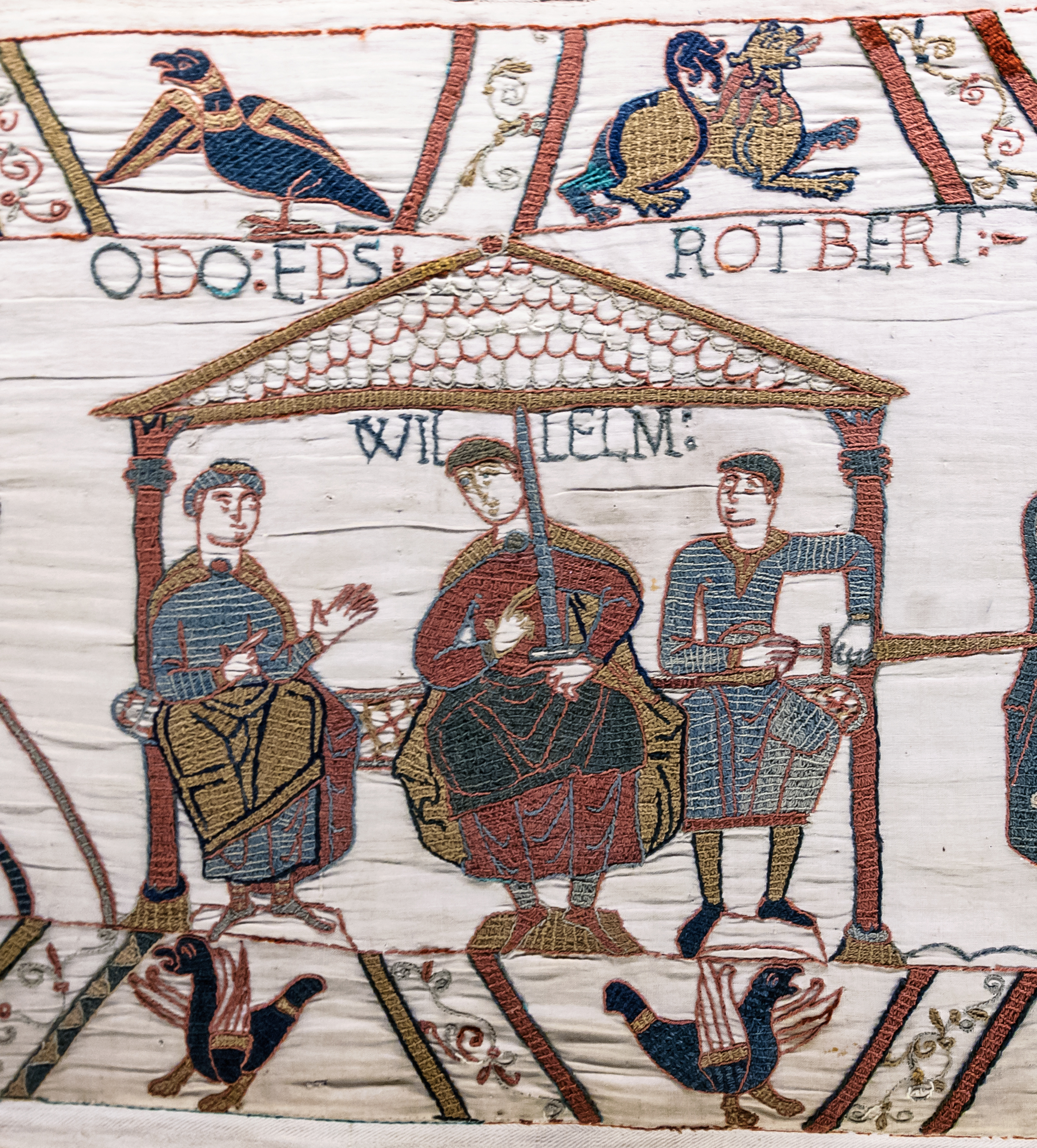
威廉、罗贝尔和厄德

罗贝尔，莫尔坦伯爵（Robert, Count of Mortain），英格兰的威廉一世的同母异父弟。罗贝尔是赫文·德·孔特维尔（Herluin de Conteville）和法莱斯的莱乌（Herleva of Falaise）（她也是威廉的母亲）的儿子。贝叶的厄德的亲生兄弟。罗贝尔的准确出生年份尚不清楚（可能是1038年），尽管通常认为厄德要年长罗贝尔两岁，但罗贝尔很可能至多比他的兄弟小一岁，因为在厄德的出生年份上有很多的疑问。

## 莫尔坦伯爵
罗贝尔的名字第一次出现是在1049年，当时他在科唐坦被封为莫尔坦伯爵，以取代威廉·瓦伦克（Warlenc），他因为有背叛的嫌疑而被威廉公爵流放。值得怀疑的是威廉·瓦伦克是公爵理查德一世的一个孙子，因而他是私生子威廉的一个竞争对手。
五年后，在威廉反对法王亨利一世对诺曼底的侵略活动当中，罗贝尔被认为支持了威廉，尽管他没有去参加取得大胜的著名的莫蒂默（Mortemer）战役。无论如何，罗贝尔参加了1066年的利勒博讷（Lillebonne）会议，讨论公爵对英格兰的征服计划,当时罗贝尔同意捐献120艘战船给入侵舰队。因此罗贝尔是征服者毫无疑问的同伴之一，他指挥一队来自科唐坦的骑士在威廉一方参加了黑斯廷斯战役，尽管他似乎在战役中并没有扮演什么英雄角色。

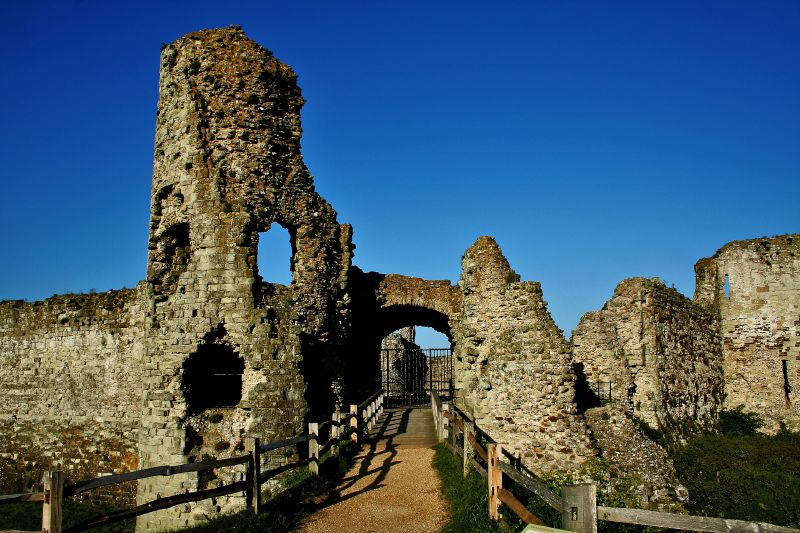
佩文西城堡

## 征服者威廉授予的地产
无论如何，威廉很重视罗贝尔对于入侵成功的贡献，他给予罗贝尔一份巨大的战利品。他被授予了萨塞克斯的佩文西（Pevensey）雷普（一种萨塞克斯区域划分单位）以及分散在全国的总数为549个的采邑。其中54个在萨塞克斯，75个在德文，49个在多塞特，29个在白金汉郡，13个在赫特福德郡，10个在萨福克郡，99个在北安普敦郡，196个在约克郡，还有24个采邑分布在其余的郡。然而罗贝尔土地财富最集中的地方是在康沃尔（当编写末日审判书时，他在康沃尔进一步控制了248个采邑，再加上伦瑟斯顿Launceston和崔莫顿Trematon城堡），尽管这些康沃尔地产在布列塔尼的布赖恩于1072年决定返回家乡之前还没有被授予罗贝尔。罗贝尔的权力范围在西南方，因此导致很多人认为他是康沃尔伯爵，尽管似乎并不能确定他是否被正式授予过这个爵位。

## 后期生涯
在诺曼征服之后，罗贝尔的一次公开活动发生在1069年，当时他和他的同名表兄厄镇（Eu）的罗贝尔一起领导一支军队，抗击在亨伯河口登陆并计划围攻约克的丹麦人军队。因为诺曼军队的逼近，丹麦人决定撤退到芬斯（Fens），他们认为那里将会是安全的。当丹麦人受到造反的当地人款待之时，两位罗贝尔却发动了奇袭，并一直追击到丹麦人的船上，杀死了很多丹麦人。
之后罗贝尔很少被提及（他可能把大部分时间都花在了诺曼底），直到1087年威廉临终之时,罗贝尔露面恳求释放他的兄弟，在1082年的叛乱中被囚禁的厄德。据说威廉勉强同意了请求，他认为厄德是个无可救药的恶棍。后来证明威廉是正确的，征服者刚去世，厄德就煽动力一场叛乱反对征服者的继承人威廉·鲁夫斯，支持威廉的哥哥和竞争对手罗贝尔·柯索斯的要求和主张。厄德劝说他的兄弟加入的反叛被证实是失败的。但在厄德被威廉·鲁夫斯流放到诺曼底的同时，莫尔坦的罗贝尔被免去了惩罚并被宽恕，很可能是因为他广大的英国地产，意味着国王需要得到他的支持。

## 家庭生活，性格和逝世
此后，对罗贝尔的情况一无所知，他可能死于威廉·鲁夫斯登基到1103年之间，在此期间他的儿子威廉确信继承了他的莫尔坦伯爵，最可能的时间大约在1095年前后。
罗贝尔娶第一代什鲁斯伯里伯爵，罗杰·德·蒙哥马利的女儿玛蒂尔达为妻，和她生育了一个儿子，就是前面所说的莫尔坦的威廉，以及三个女儿，艾格尼斯嫁给了安德烈·德·维特里（André de Vitry），丹尼斯1078年嫁给了盖伊, 第三代Sire de La Val，还有莫尔坦的艾玛，图卢兹的威廉四世的妻子。
马姆斯伯里的威廉(William of Malmesbury)描述他是一个性格严肃而不活泼的男人，但没有邪恶的罪行被置于他的纹章之上。他明显具有家族的勇气，并且作为一名指挥官，和一些残忍的举动无关。作为丈夫，丑闻很少联系上他的名字。他的家庭幸福，没有为人所知的不和睦情况。

## 银幕描写
在银幕上，戈登·Whiting在1966年BBC的两集电视剧《征服》（Conquest《剧院625》系列之一）中扮演罗贝尔。理查德·Ireson在1990年的电视舞台剧《皇家血统：威廉征服者》（Blood Royal: William the Conqueror）中扮演罗贝尔。